# Europarlamentari dell'Irlanda della X legislatura
Gli europarlamentari dell'Irlanda della X legislatura, eletti in occasione delle elezioni europee del 2024, sono i seguenti.

## Riepilogo
| Lista                         | Lista                           | Midlands North West | Dublino                               | South    |
| ----------------------------- | ------------------------------- | ------------------- | ------------------------------------- | -------- |
|                               | Fine Gael (seggi: 4)            | Seggi: 2            | Seggi: 1                              | Seggi: 1 |
| - Nina Carberry - Maria Walsh | Fine Gael (seggi: 4)            | - Regina Doherty    | - Seán Kelly                          |          |
|                               | Fianna Fáil (seggi: 4)          | Seggi: 1            | Seggi: 1                              | Seggi: 2 |
| - Barry Cowen                 | Fianna Fáil (seggi: 4)          | - Barry Andrews     | - Billy Kelleher - Cynthia Ní Mhurchú |          |
|                               | Sinn Féin (seggi: 2)            | Seggi: -            | Seggi: 1                              | Seggi: 1 |
| –                             | Sinn Féin (seggi: 2)            | - Lynn Boylan       | - Kathleen Funchion                   |          |
|                               | Irlanda Indipendente (seggi: 1) | Seggi: 1            | Seggi: -                              | Seggi: - |
| - Ciaran Mullooly             | Irlanda Indipendente (seggi: 1) | –                   | –                                     |          |
|                               | Partito Laburista (seggi: 1)    | Seggi: -            | Seggi: 1                              | Seggi: - |
| –                             | Partito Laburista (seggi: 1)    | - Aodhán Ó Ríordáin | –                                     |          |
|                               | Indipendenti (seggi: 2)         | Seggi: 1            | Seggi: -                              | Seggi: 1 |
| - Luke Flanagan               | Indipendenti (seggi: 2)         | –                   | - Michael McNamara                    |          |
| Totale (14 seggi)             | Totale (14 seggi)               | 5                   | 4                                     | 5        |

## Composizione storica
| Europarlamentare   | Lista                | Gruppo | Gruppo                                                 |
| ------------------ | -------------------- | ------ | ------------------------------------------------------ |
| Barry Andrews      | Fianna Fáil          |        | Renew Europe                                           |
| Barry Cowen        | Fianna Fáil          |        | Renew Europe                                           |
| Billy Kelleher     | Fianna Fáil          |        | Renew Europe                                           |
| Cynthia Ní Mhurchú | Fianna Fáil          |        | Renew Europe                                           |
| Nina Carberry      | Fine Gael            |        | Gruppo del Partito Popolare Europeo                    |
| Regina Doherty     | Fine Gael            |        | Gruppo del Partito Popolare Europeo                    |
| Seán Kelly         | Fine Gael            |        | Gruppo del Partito Popolare Europeo                    |
| Maria Walsh        | Fine Gael            |        | Gruppo del Partito Popolare Europeo                    |
| Lynn Boylan        | Sinn Féin            |        | La Sinistra al Parlamento europeo                      |
| Kathleen Funchion  | Sinn Féin            |        | La Sinistra al Parlamento europeo                      |
| Ciaran Mullooly    | Irlanda Indipendente |        | Renew Europe                                           |
| Aodhán Ó Ríordáin  | Partito Laburista    |        | Alleanza Progressista dei Socialisti e dei Democratici |
| Luke Flanagan      | Indipendente         |        | La Sinistra al Parlamento europeo                      |
| Michael McNamara   | Indipendente         |        | Renew Europe                                           |

## Tabelle di sintesi

### Gruppi politici
| Gruppo parlamentare | Inizio |
| ------------------- | ------ |
| RE                  | 6      |
| PPE                 | 4      |
| GUE/NGL             | 3      |
| S&D                 | 1      |
| NI                  | –      |
| ECR                 | –      |
| PfE                 | –      |
| Verdi/ALE           | –      |
| ESN                 | –      |
| Totale              | 14     |

### Fonti
1. ↑  (EN) Live results from the 2024 Local Elections and European Elections | RTÉ. URL consultato il 12 luglio 2024.